# Ascochyta primulae
Ascochyta primulae är en svampart som beskrevs av Trail 1887. Ascochyta primulae ingår i släktet Ascochyta, ordningen Pleosporales, klassen Dothideomycetes, divisionen sporsäcksvampar och riket svampar.   Inga underarter finns listade i Catalogue of Life.